# Hans Stuffer
Hans Stuffer, né en 1961 à Samerberg en Bavière, est un skieur alpin allemand, spécialiste de slalom géant et de super-G, actif dans les années 1980-1990.

## Carrière sportive
Champion d'Allemagne en slalom géant en 1983 et en 1985, Stuffer termine troisième en super G de l'Arlberg-Kandahar à Garmisch-Partenkirchen le 27 janvier 1985 ; le 27 février 1986, il est deuxième du slalom géant à Hemsedal en Norvège.
Aux championnats du monde de 1987 à Crans-Montana, Stuffer termine à la cinquième place du slalom géant et à la 17ème place du super-G. Pour la Coupe du monde en 1989-1990, il est quinzième du Super-G à Vail, dans le Colorado, et le 10 mars 1990 troisième du super-G à Hemsedal. 
En 1991, Stuffer met fin à sa carrière en raison de blessures constantes.

### Coupe du monde de ski alpin
- Coupe du monde de ski alpin 1984-1985 :
  - Classement général : 65e
- Coupe du monde de ski alpin 1985-1986 :
  - Classement général : 41e
- Coupe du monde de ski alpin 1986-1987 :
  - Classement général : 30e, son meilleur classement final
- Coupe du monde de ski alpin 1987-1988 :
  - Classement général : 106e
- Coupe du monde de ski alpin 1989-1990 :
  - Classement général : 37e

- Meilleur résultat : 2e.

## Sources
- (en) Hans Stuffer dans la base de données de la Fédération internationale de ski
- Hans Stuffer dans Alpine ski Data Base